# Raissa Michailowna Demenizkaja
Raissa Michailowna Demenizkaja (russisch Раиса Михайловна Деменицкая; * 28. Maijul. / 10. Juni 1912greg. in Moskau; † 5. Juli 1997 in St. Petersburg) war eine sowjetische bzw. russische Geologin und Geophysikerin.

## Leben
Demenizkaja studierte 1930–1935 an der Universität Leningrad in der Fakultät für Geologische Prospektion mit Abschluss als Bergbau-Ingenieur-Geologe.
Darauf wurde Demenizkaja Mitarbeiterin des Leningrader Arktischen Forschungsinstituts und nahm an zahlreichen Arktis-Expeditionen teil. Sie beschäftigte sich insbesondere mit Untersuchungen des Arktischen Ozeans und Antarktikas und mit den gemeinsamen Problemen der Struktur der Erdkruste.
In dem 1948 in Leningrad gegründeten Forschungsinstitut für Arktis-Geologie war Demenizkaja Gruppenleiterin und schließlich Leiterin der Geologisch-Geophysikalischen Abteilung (bis 1979). Sie verteidigte 1959 im Leningrader Allunionsforschungsinstitut für geologische Erdöl-Prospektion ihre Doktor-Dissertation über die Struktur des kristallinen Teils des Erdmantels nach geophysikalischen Daten mit Erfolg für die Promotion zur Doktorin der geologisch-mineralogischen Wissenschaften.
Auf Initiative Demenizkajas wurde 1962 mit Unterstützung des Ministeriums für Geologie der UdSSR gemäß dem Beschluss des Ministerrats der UdSSR im Forschungsinstitut für Arktis-Geologie die geophysikalische Expedition für die Erforschung des Schelfmeers der sowjetischen Arktis organisiert, die dann Polarexpedition hieß. Sie leitete dann wissenschaftlich alle Aktivitäten der Polarexpedition einschließlich der geophysikalischen Untersuchungen auf den Schelfen und dem Treibeis des Arktischen Ozeans und der geologisch-geophysikalischen Arbeiten in Antarktika und dem Weltmeer.
Von 1978 bis 1987 war Demenizkaja Direktorin der Leningrader Abteilung des Moskauer nach Pjotr Schirschow benannten Instituts für Ozeanologie der Akademie der Wissenschaften der UdSSR. Darauf war sie dort wissenschaftliche Hauptmitarbeiterin und ab 
1991 bis 1995 Beraterin.
Demenizkaja gehörte zu den Pionieren der Meeresgeophysik. Ein wichtiges Resultat ihrer Erforschung des Arktischen Ozeans war die Entdeckung und Untersuchung des Gakkelrückens. Sie wurde 1993 Vollmitglied der Russischen Akademie der Naturwissenschaften.

## Ehrungen, Preise
- Medaille „Für heldenmütige Arbeit“
- Medaille „Für heldenmütige Arbeit im Großen Vaterländischen Krieg 1941–1945“
- Orden des Roten Banners der Arbeit
- Ehrenzeichen der Sowjetunion
- Staatspreis der UdSSR (1986)[6]